# Oecobius maritimus
Espèce
Synonymes
- Oecobius aquaticus Wunderlich, 1987

Oecobius maritimus est une espèce d'araignées aranéomorphes de la famille des Oecobiidae.

## Distribution
Cette espèce est endémique des îles Canaries en Espagne. Elle se rencontre à La Palma et à Tenerife.

## Publication originale
- Wunderlich, 1987 : Die Spinnen der Kanarischen Inseln und Madeiras: Adaptive Radiation, Biogeographie, Revisionen und Neubeschreibungen. Triops Verlag, Langen, p. 1-435.